# Burning Desire
Raro jogo de ação erótico. O objetivo era fazer com que um homem, pendurado num helicóptero, salvasse uma mulher encurralada por duas grandes labaredas. A armadilha era guardada por dois índios localizados na parte inferior da tela. O jogador só poderia carregar a mulher para o alto depois de apagar a maior parte das chamas, sem ser acertado. Se bem sucedido, o jogador veria na cena seguinte cerca de três segundos de animação erótica, para depois começar o jogo novamente.
Burning Desire foi lançado pela empresa de software Mystique apenas para o console Atari 2600.